# Cratere Akosua
Akosua  è un cratere sulla superficie di Venere.